# Världsmästerskapen i nordisk skidsport 1991
Världsmästerskapen i nordisk skidsport 1991 ägde rum i Val di Fiemme i Italien mellan den 7 och 17 februari 1991.

## Längdskidåkning herrar

### 10 km klassisk stil
11 februari 1991
| Medalj | Åkare                     | Tid     |
| Guld   | Terje Langli, Norge       | 25:55.0 |
| Silver | Christer Majbäck, Sverige | 25:59.7 |
| Brons  | Torgny Mogren, Sverige    | 26:01.5 |

### 15 km fri stil
9 februari 1991
| Medalj | Åkare                           | Tid     |
| Guld   | Bjørn Dæhlie, Norge             | 36:57.2 |
| Silver | Gunde Svan, Sverige             | 37:05.6 |
| Brons  | Vladimir Smirnov, Sovjetunionen | 37:07.8 |

### 30 km klassisk stil
7 februari 1991
| Medalj | Åkare                           | Tid       |
| Guld   | Gunde Svan, Sverige             | 1:16:12.4 |
| Silver | Vladimir Smirnov, Sovjetunionen | 1:16:17.3 |
| Brons  | Vegard Ulvang, Norge            | 1:16:32.8 |

### 50 km fri stil
17 februari 1991
| Medalj | Åkare                     | Tid       |
| Guld   | Torgny Mogren, Sverige    | 2:03:31.6 |
| Silver | Gunde Svan, Sverige       | 2:03:48.8 |
| Brons  | Maurilio De Zolt, Italien | 2:04:01.7 |

### 4 x 10 km stafett
15 februari 1991
| Medalj | Lag                                                                     | Tid       |
| ------ | ----------------------------------------------------------------------- | --------- |
| Guld   | Norge (Öivind Skaanes, Terje Langli, Vegard Ulvang, Bjørn Dæhlie)       | 1:39:47.3 |
| Silver | Sverige (Thomas Eriksson, Christer Majbäck, Gunde Svan, Torgny Mogren)  | 1:41:39.1 |
| Brons  | Finland (Mika Kuusisto, Harri Kirvesniemi, Jari Isometsä, Jari Räsänen) | 1:42:10.0 |

## Längdskidåkning damer

### 5 km klassisk stil
12 februari 1991
| Medalj | Åkare                            | Tid     |
| Gold   | Trude Dybendahl, Norge           | 14:04.2 |
| Silver | Marja-Liisa Kirvesniemi, Finland | 14:04.9 |
| Bronze | Manuela Di Centa, Italien        | 14:24.1 |

### 10 km fri stil
10 februari 1991
| Medalj | Åkare                           | Tid     |
| Gold   | Jelena Välbe, Sovjetunionen     | 28:25.9 |
| Silver | Marie-Helene Westin, Sverige    | 28:59.4 |
| Bronze | Tamara Tichonova, Sovjetunionen | 29:06.5 |

### 15 km klassisk stil
8 februari 1991
| Medalj | Åkare                       | Tid     |
| Gold   | Jelena Välbe, Sovjetunionen | 44:58.5 |
| Silver | Trude Dybendahl, Norge      | 46:02.4 |
| Bronze | Stefania Belmondo, Italien  | 46:31.4 |

### 30 km fri stil
16 februari 1991
| Medalj | Åkare                          | Tid       |
| Gold   | Ljubov Jegorova, Sovjetunionen | 1:20:26.8 |
| Silver | Jelena Välbe, Sovjetunionen    | 1:21:02.4 |
| Bronze | Manuela Di Centa, Italien      | 1:21:15.3 |

### 4 x 5 km stafett
15 februari 1991
| Medalj | Lag                                                                              | Tid     |
| ------ | -------------------------------------------------------------------------------- | ------- |
| Guld   | Sovjetunionen (Ljubov Jegorova, Raisa Smetanina, Tamara Tichonova, Jelena Välbe) | 55:36.6 |
| Silver | Italien (Bice Vanzetta, Manuela Di Centa, Gabriella Paruzzi, Stefania Belmondo)  | 56:22.5 |
| Brons  | Norge (Solveig Pedersen, Inger Nybraaten, Elin Nilsen, Trude Dybendahl)          | 56:34.5 |

## Nordisk kombination

### 15 km
7 februari 1991
| Medalj | Åkare                         | Tid |
| Gold   | Fred Børre Lundberg, Norge    |     |
| Silver | Klaus Sulzenbacher, Österrike |     |
| Bronze | Klaus Ofner, Österrike        |     |

### 3 x 10 km stafett
8 februari 1991
| Medalj | Lag                                                        | Tid |
| ------ | ---------------------------------------------------------- | --- |
| Gold   | Österrike (Guenther Csar, Klaus Ofner, Klaus Sulzenbacher) |     |
| Silver | Frankrike (Francis Repellin, Xavier Girard, Fabrice Guy)   |     |
| Bronze | Japan (Reiichi Mikata, Masashi Abe, Kazuoki Kodama)        |     |

## Backhoppning

### Normalbacke
16 februari 1991
| Medalj | Åkare                      | Poäng |
| Gold   | Heinz Kuttin, Österrike    | 222.9 |
| Silver | Kent Johanssen, Norge      | 222.0 |
| Bronze | Ari-Pekka Nikkola, Finland | 219.6 |

### Stora backen
10 februari 1991
| Medalj | Åkare                     | Poäng |
| Gold   | Franci Petek, Jugoslavien | 217.5 |
| Silver | Rune Olijnyk, Norge       | 216.3 |
| Bronze | Jens Weissflog, Tyskland  | 210.0 |

### Lagtävling stora backen
8 februari 1991
| Medalj | Lag                                                                        | Poäng |
| ------ | -------------------------------------------------------------------------- | ----- |
| Gold   | Österrike (Heinz Kuttin, Ernst Vettori, Stefan Horngacher, Andreas Felder) | 567.6 |
| Silver | Finland (Ari-Pekka Nikkola, Raimo Ylipulli, Vesa Hakala, Risto Laakkonen)  | 562.8 |
| Bronze | Tyskland (Heiko Hunger, André Kiesewetter, Dieter Thoma, Jens Weissflog)   | 549.4 |

## Medaljligan
| Placering | Nation        | Guld | Silver | Brons | Totalt |
| --------- | ------------- | ---- | ------ | ----- | ------ |
| 1         | Norge         | 5    | 3      | 2     | 10     |
| 2         | Sovjetunionen | 4    | 2      | 2     | 8      |
| 3         | Österrike     | 3    | 1      | 1     | 5      |
| 4         | Sverige       | 2    | 5      | 1     | 8      |
| 5         | Jugoslavien   | 1    | 0      | 0     | 1      |
| 6         | Finland       | 0    | 2      | 2     | 4      |
| 7         | Italien       | 0    | 1      | 4     | 5      |
| 8         | Frankrike     | 0    | 1      | 0     | 1      |
| 9         | Tyskland      | 0    | 0      | 2     | 2      |
| 10        | Japan         | 0    | 0      | 1     | 1      |